# Establo Asakayama

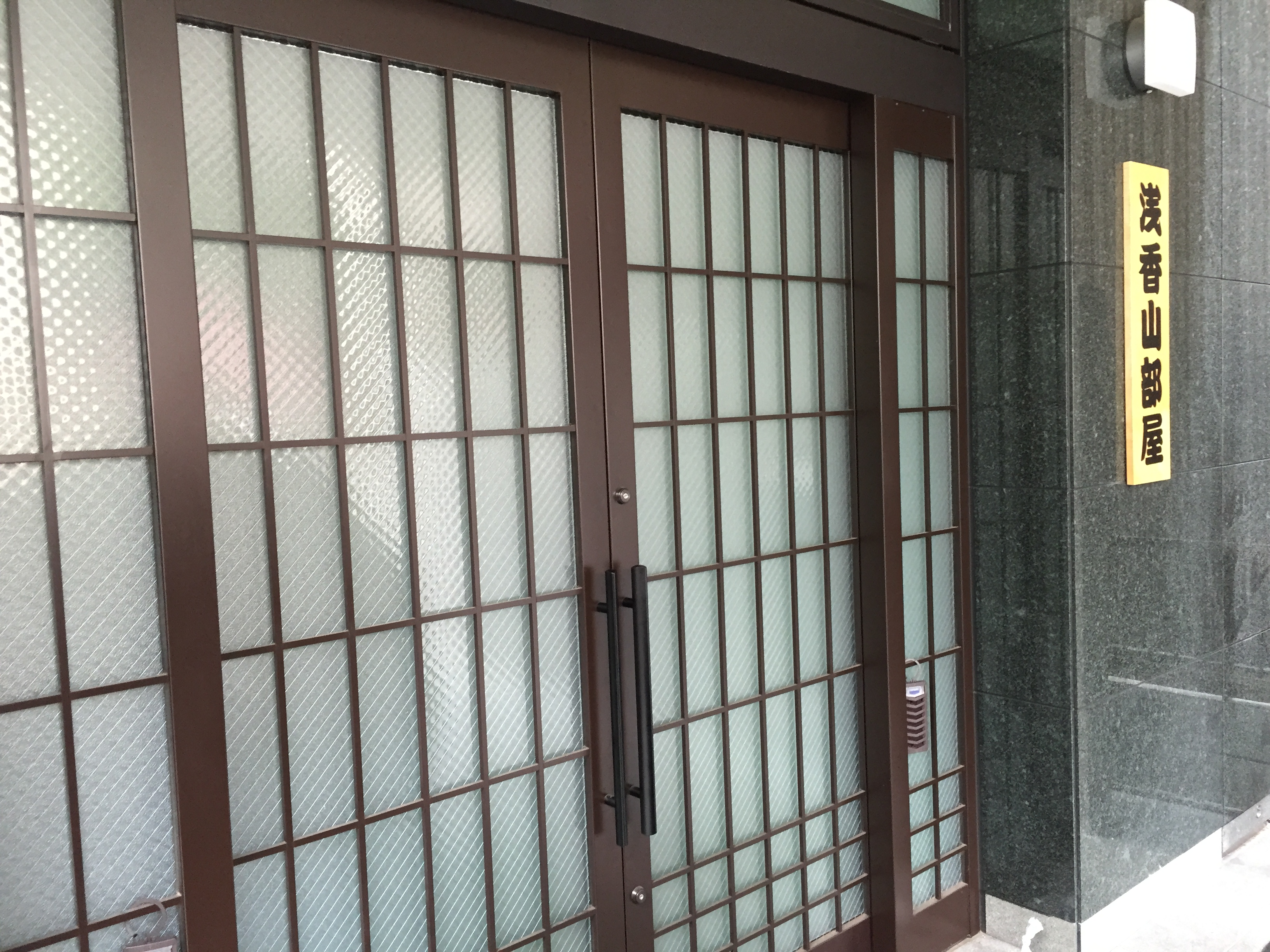
Entrada principal del Establo Asakayama

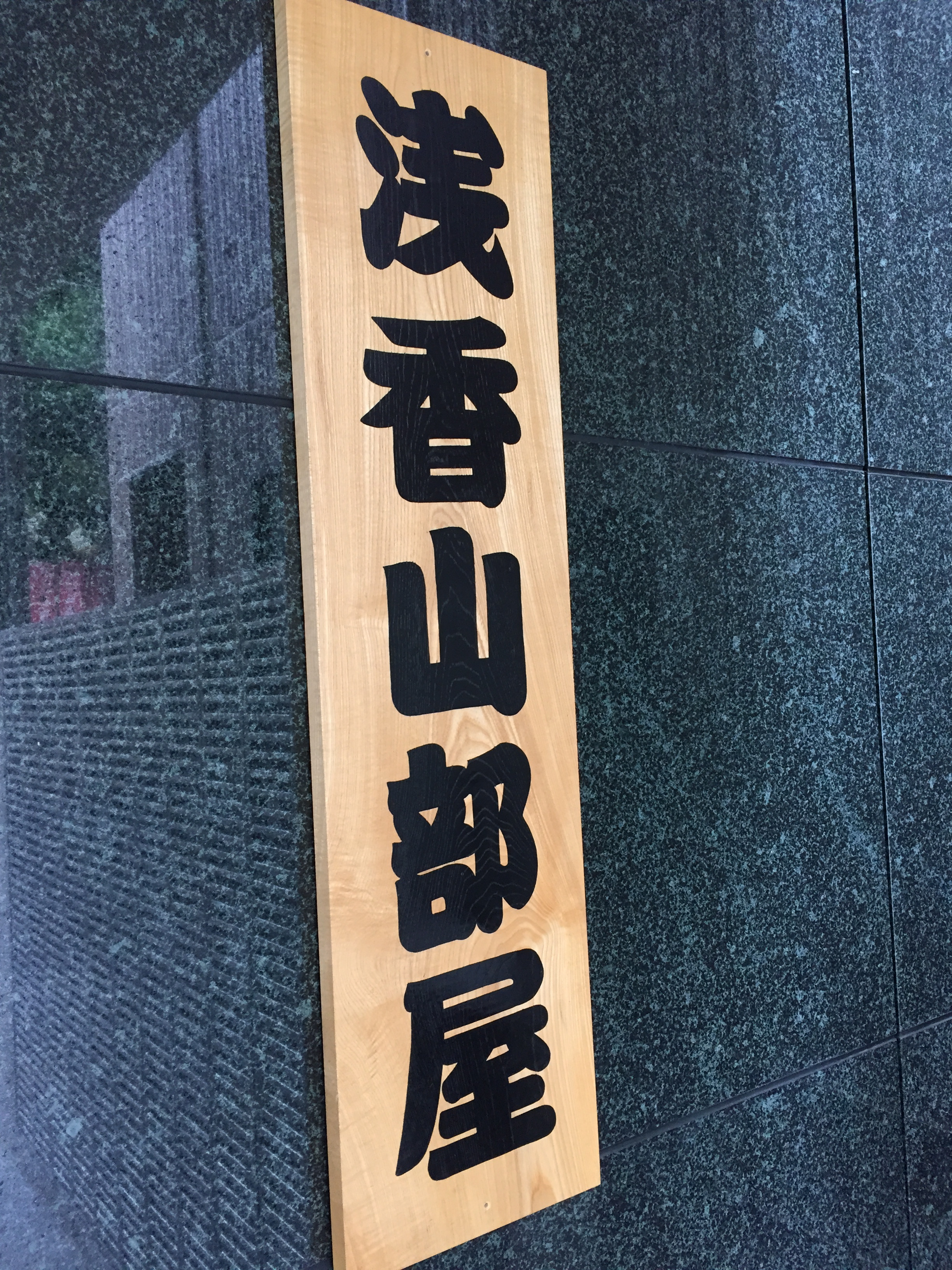
Placa de madera con el nombre del Establo Asakayama

El Establo Asakayama (浅香山部屋, Asakayama-beya) es un establo de entrenamiento de sumo profesional. El recinto forma parte del ichimon Isegahama.
En el pasado ya han existido establos con el nombre Asakayama, con la última generación siendo liderada por el ex yokozuna Nishinoumi, cerrando su puertas en el año 1933. La actual generación del establo fue fundada en febrero de 2014 por el ex ōzeki Kaiō Hiroyuki (habiendo adquirido la licencia Asakayama), tras independizarse del establo Tomozuna. Al momento de su apertura, el establo solo contaba con cuatro luchadores, dos transferidos del anterior heya de Kaiō, y dos nuevos reclutas. En el torneo de mayo de 2014, el establo tuvo la distinción ser el único en donde todos sus luchadores obtuvieron un kachi-koshi o racha de victorias. En septiembre de 2019 el establo produjo su primer sekitori, Kaishō, el cual era uno de los luchadores transferidos del Heya Tomozuna. Kaito, el otro luchador transferido, obtuvo el campeonato (yūshō) de la división makushita en ese torneo, sin embargo, este luego anunció su retiro después del torneo de septiembre de 2020 debido a una lesión en el cuello. Para enero de 2023, el establo poseía un total de nueve luchadores.
En septiembre de 2021, uno de los luchadores pertenecientes al establo, Kaibushō, fue arrestado por haber solicitado imágenes sexuales a una menor de 11 años a través de la aplicación de mensajería LINE.
El 5 de junio de 2023, el maestro (oyakata) Tomozuna (ex sekiwake Kaisei) fue transferido del establo Ōshima al establo Asakayama para fungir como entrenador secundario.

## Dueños
- 2014–presente: El décimo quinto (15°) Asakayama (riji, ex ōzeki Kaiō Hiroyuki)

## Luchadores activos destacados

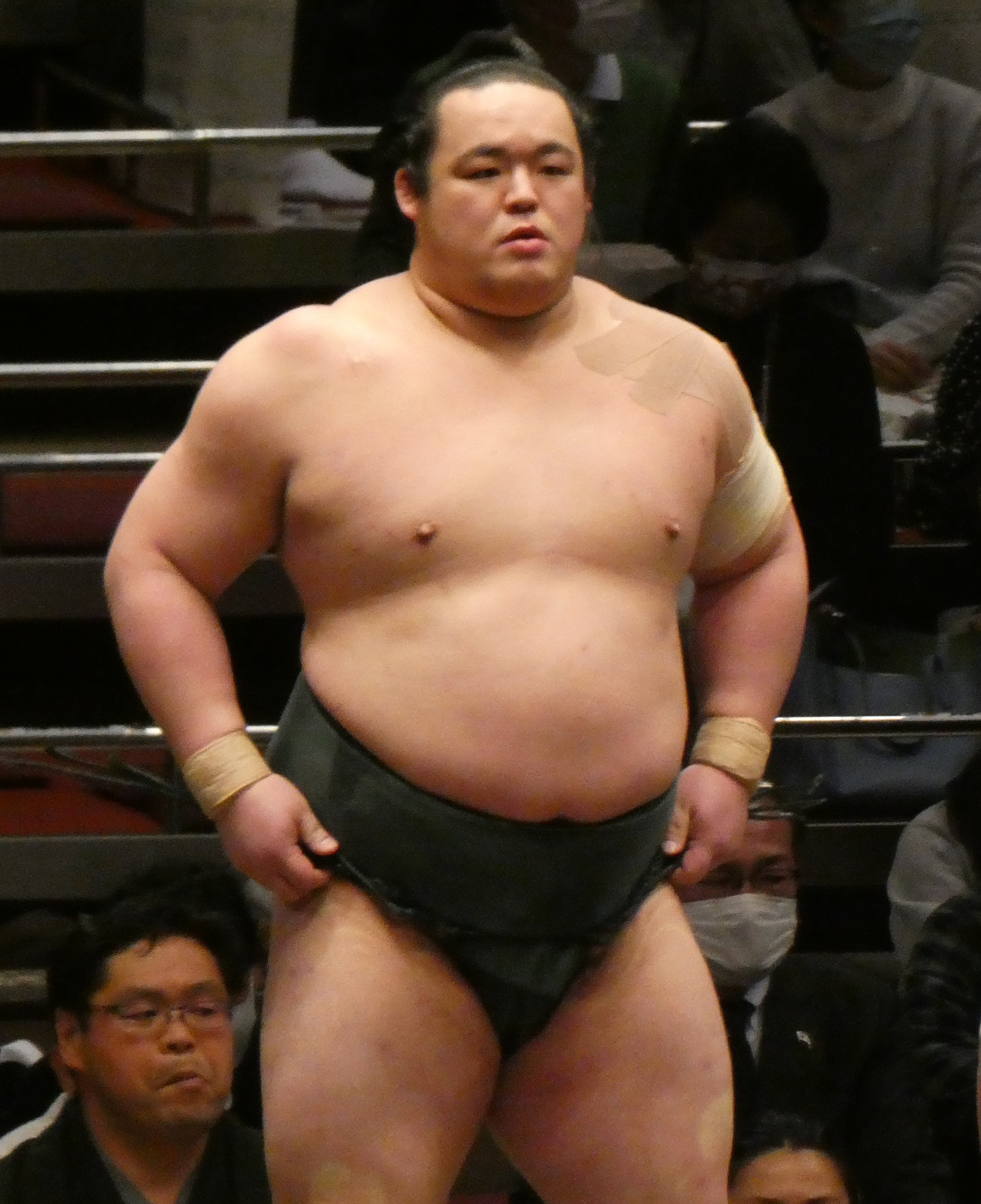
Kaishō se convirtió en el primer sekitori del establo en 2019

- Kaishō (mejor rango: jūryō)

## Entrenadores
- Tomozuna (shunin, ex sekiwake Kaisei)

## Yobidashi
- Kōji (makuuchi yobidashi, de nombre real: Takuma Hatano)

## Tokoyama
- Tokosei (tokoyama de primera clase)

## Ubicación y acceso
Midori 4-2-1, barrio especial de Sumida, Tokio. A 9 minutos caminando desde la Estación Kinshichō (Línea Sōbu, Línea Chūō-Sōbu y Línea Hanzōmon)